# 宇奈月谷
宇奈月谷（うなづきたに）は、富山県黒部市を流れる黒部川の支流。

## 特徴
僧ヶ岳南峰（僧ヶ平）を源流としてそのまま急斜面を下っていき宇奈月温泉街の西部を流れて黒部川に合流する。
流域において黒褐色の堆積岩の一種である十字石が多く産出する。宇奈月谷は1965（昭和40）年に県指定天然記念物に指定されている。
宇奈月谷の名前の由来ははっきりしないが、「ぶなつき谷」が訛ったものという説がある。

## 自然
流域はトチノキやケヤキといった落葉樹が多く見られる黒部峡谷に典型的な植生である。秋には紅葉を見るために多くの人が訪れる。

## 観光
宇奈月谷と尾沼谷の間にある尾根は僧ヶ岳への登山道となっており、また尾根の末端にある緩く傾斜地は宇奈月温泉スキー場として利用されている。
下流部に宇奈月谷親水公園があり、川遊びをすることができる。

## 発電
宇奈月谷小水力発電所がある。

## 交通
富山地方鉄道本線宇奈月温泉駅で下車。